# Manfred Paul Weinberger

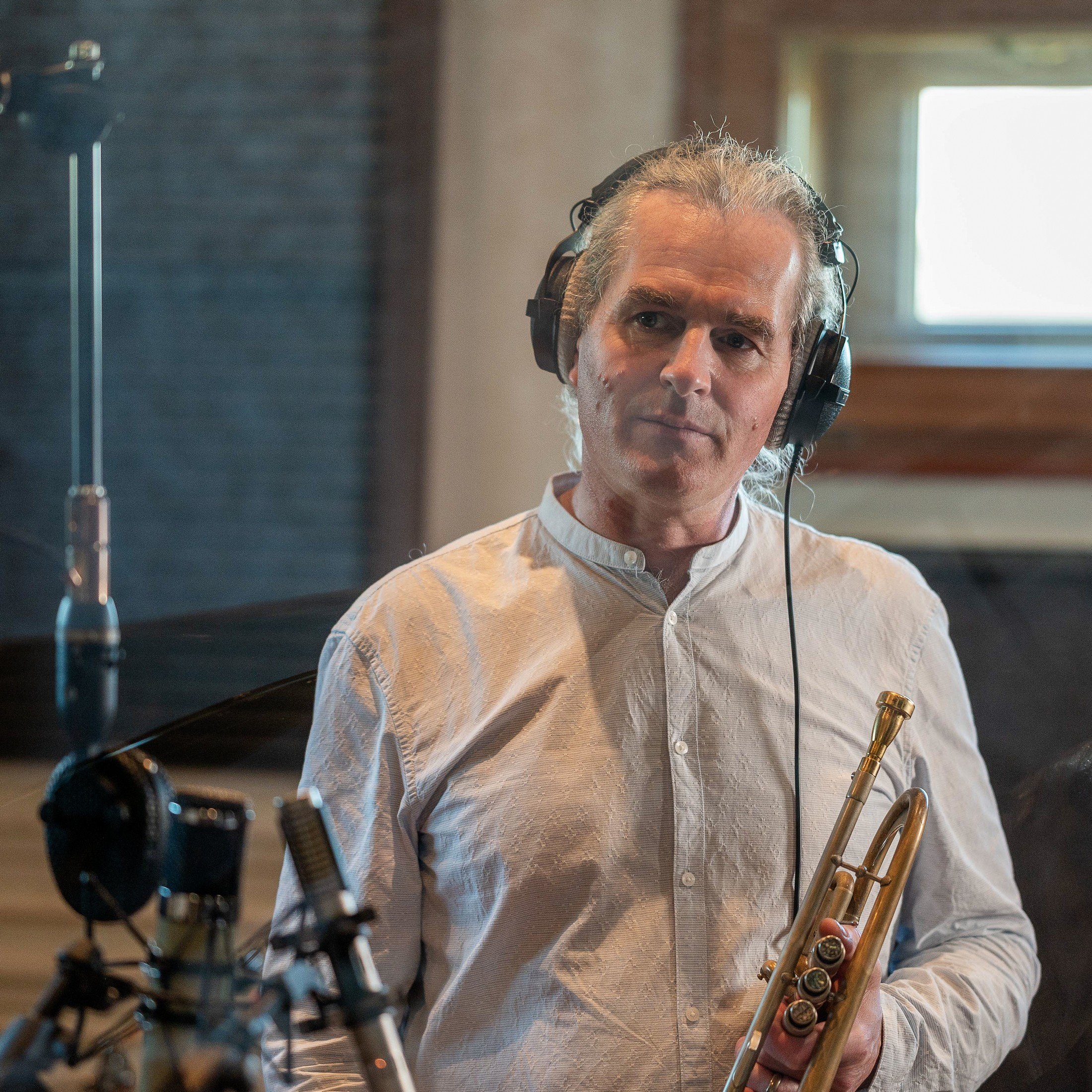
Manfred Paul Weinberger bei der Produktion"Explorations Beyond the Borders", Juni 2022, in Retz.

Manfred Paul Weinberger (* 1. Mai 1970 in Steyr) ist ein österreichischer Jazztrompeter, Komponist, Musikpädagoge.

## Leben und Wirken
Weinberger studierte Trompete am Bruckner-Konservatorium in Linz bei Ingrid Jensen und am Königlichen Konservatorium Den Haag bei Ack van Rooyen. 1997 und 2001 nahm er Stipendien für Studienaufenthalte am Banff Centre for the Arts in Banff, Kanada, in Anspruch. Studienreisen führten ihn zwischen 2002 und 2006 nach Pune, Indien an das Nad Roop Institute zur Kathak-Tanzmeisterin Shama Bhate.
Als Bandleader war Weinberger in folgenden Projekten tätig: austrian collective, Ensemble Zeit Sequenzen, Austria meets Canada, Kasturba Gandhi, quARTet, Rhythm Fields, Trio - Weinberger|Sitter|Thompson, Bontas/Weinberger Quartett, Manfred Paul Weinberger Nonet, ART of ZWOA. Er kann auf Konzert- und Festivalauftritte mit einer Reihe von Orchestern im In- und Ausland verweisen. Seit 1994 sind 15 Produktionen unter seinem eigenen Namen erschienen. Seit 1999 ist er Mitglied der Künstlervereinigung MAERZ.
Weinberger war 2002 Initiator und ist seither Projektleiter des Oberösterreichischen Jugend Jazz Orchesters. Seit 2003 unterrichtet er im Oberösterreichischen Landesmusikschulwerk und leitet dort die Fachgruppe Jazz Pop Rock.

## Diskographische Hinweise
- Manfred Paul Weinberger Quintett: Springwind (PG 1997), mit Peter O’Mara, Klaus Gesing, Ewald Zach, Wolfram Derschmidt
- Septet / Austria Meets Canada: Personal Colour (PG 1999), mit Hugh Fraser, Christian Maurer, Michael Hornek, Frank Schwinn, Hubert Kalupa, Alfred Vollbauer
- Austria Meets Canada III: Spirit of Old Europe (ATS 2003), mit Christian Maurer, Don Thompson, Andreas Schreiber, Stephan Braun, Hubert Kalupa, Alfred Vollbauer
- Manfred Paul Weinberger Sext feat. Don Thompson: Dancin Ganesh (ATS Records, 2005), mit Stephan Braun, Christian Maurer, Hubert Kalupa, Alfred Vollbauer
- Manfred Paul Weinberger quARTet Sounds&Dependencies (ATS 2007), mit Christian Bakanic, Christian Wendt, Alfred Vollbauer, special guest Manfred Mitterbauer
- Billy Bontas-Manfred Paul Weinberger Quartet: Stories (ORF, 2009), mit Primus Sitter, Christian Wendt, Billy Bontas
- Trio - weinberger | sitter | thompson (ATS Records), mit Primus Sitter und Don Thompson
- ensemble zeit_sequenzen Nebensonnen. Grenzgänge zu Schuberts Winterreise (ATS 2011), mit Manfred Mitterbauer, Thomas Mauerhofer, Markus Lindner, Christian Wendt
- austrian collective: nearly a song (SKYLARK production 2016), mit Christian Maurer, Klaus Dickbauer, Raphael Meinhart, Robert Riegler, Wolfi Rainer
- Manfred Paul Weinberger Nonet: In Presence of Kenny Wheeler (ATS Records, 2021), mit Christian Maurer, Andreas Lachberger, Jürgen Haider, Peter Nickel, Kurt Erlmosa, Helmar Hill, Christian Wendt, Ewald Zach
- ' Duo Braun | Weinberger: Confidence (ATS Records, 2021), mit Stephan Braun